# 加舎白雄
加舎 白雄（かや しらお、元文3年8月20日（1738年10月3日） - 寛政3年9月13日（1791年10月10日））は、江戸時代の俳人。諱は吉春・競、通称は五郎吉、別号は昨鳥・春秋庵・白尾坊、露柱庵など多数。父の祖母方の姓をとって「平田忠次郎」と名乗ったこともある。 与謝蕪村、大島蓼太などと共に中興五傑及び天明の六俳客の一人。鴫立庵の庵主。

## 生涯
信濃国上田藩の江戸詰め藩士加舎忠兵衛吉亨の次男として、江戸深川に生まれる。宝暦末期に宗匠の青峨門に入門し、舎来と号し、1765年（明和2年）松露庵烏明と、その師にあたる白井鳥酔に師事した。1767年（明和4年）初めて自藩を訪れ、1769年（明和6年）姨捨山の長楽寺に松尾芭蕉の句碑を建立した。1770年（明和7年）『おもかげ集』、翌年『加佐里那止』を刊行する。
1775年（安永4年）、鳥酔の七回忌に松露門を破門されると江戸を去り、自身の門人を引き連れて諸国を行脚。1780年（安永9年）江戸日本橋鉄砲町に春秋庵を開いて自立して関東に一大勢力を築き、建部巣兆、倉田葛三らの門人を育成した。1788年（天明8年）芭蕉百回忌句会を催し、蕉風復古者として認知された。門人は4000人を数え、俳人として名を知られた者だけでも200人以上いたという。品川の海晏寺に墓がある。
無技巧だが繊細で情のこもった句が特徴で、妻帯せず清貧孤高だった生き様から「日東の李清蓮」と賞された。また、編著の『俳諧寂栞』は、三宅嘯山『俳諧古選』や五升庵蝶夢『蕉門俳諧語録』に先駆けた平易な俳論として知られる。

## 著作
編著
- 『田毎の春』
- 『おもかげ集』
- 『春秋稿』
- 『加佐里那止（かざりなし）』
- 『俳諧寂栞（はいかいさびしおり）』
- 『文車（ふぐるま）』

追善集
- 『くろねぎ』（1798年（寛政10年）刊）